# Pseudococcus gilbertensis
Pseudococcus gilbertensis är en insektsart som beskrevs av John Wyman Beardsley 1966. 
Pseudococcus gilbertensis ingår i släktet Pseudococcus och familjen ullsköldlöss. Inga underarter finns listade i Catalogue of Life.